# Partia Prosperującego Pokoju
Partia Prosperującego pokoju (indonez. Partai Damai Sejahtera) – funkcjonująca w latach 2001–2013 indonezyjska partia polityczna o profilu chrześcijańskim.

## Historia
Ugrupowanie powstało 1 października 2001 roku jako stowarzyszenie reprezentujące mniejszość chrześcijańską w Indonezji. Partia miała być kontynuatorką istniejącej w latach 1945–1973 Indonezyjskiej Partii Chrześcijańskiej. Pomimo faktu, iż PDS w zamierzeniu miała reprezentować chrześcijan, członkami ugrupowania byli też muzułmanie. Partia prowadziła również współpracę z ugrupowaniami islamskimi.
Dnia 10 marca 2013 roku PDS wraz z dziewięcioma innymi ugrupowaniami politycznymi, które nie spełniły warunków uczestnictwa w wyborach parlemantarnych w 2014 roku weszła w skład Partii Świadomości Narodu.  

## Wyniki wyborcze
W wyborach parlamentarnych w 2004 roku partia zdobyła 2,13% głosów uzyskując 13 mandatów w Ludowej Izbie Reprezentantów. W kolejnych wyborach w 2009 roku, PDS uzyskała 1,46% procent głosów, nie zdobywając żadnego miejsca w parlamencie indonezyjskim. 
| Wybory | Poparcie | Zmiana punktów procentowych | Mandaty | Zmiana |
| ------ | -------- | --------------------------- | ------- | ------ |
| 2004   | 2,13%    | -                           | 13      | -      |
| 2009   | 1,46%    | 0,67                        | 0       | 13     |